# کنتور واسی (انکاش)
کنتور واسی (به اسپانیایی: Kuntur Wasi) یک کوه در پرو است که در Peru, Ancash Region واقع شده‌است. کنتور واسی ۴٬۲۰۰ متر بالاتر از سطح دریا واقع شده‌است.